# Bathypallenopsis annandalei
Bathypallenopsis annandalei is een zeespin uit de familie Pallenopsidae. De soort behoort tot het geslacht Bathypallenopsis. Bathypallenopsis annandalei werd in 1923 voor het eerst wetenschappelijk beschreven door Calman. 